# Azorrague

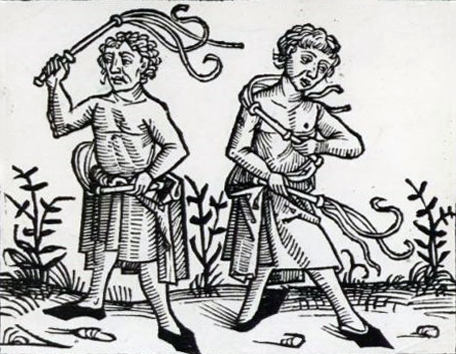
Autoflagelo com azorrague (século XV)

Azorrague (em latim: flagrum), termo de origem controversa, é sinônimo de açoite, espécie de chicote ou látego, usado para a aplicação de flagelo em condenados.
Por causar lesões muito sérias, o uso do azorrague foi abandonado há vários séculos.

## Roma Antiga
O azorrague era um instrumento de tortura comum na Roma Antiga, usado pelos soldados, para supliciar os condenados. Era composto por oito tiras de couro que, em cada ponta, possuía um instrumento perfurocortante, ou um pedaço de osso de carneiro. 
Tinha seu uso aplicado como pena subsidiária, em alguns casos, onde o condenado à morte deveria sofrer o castigo físico em público antes de ser executado.

## Brasil
Também nas mãos dos senhores de escravos foi um instrumento muito cruel. Eternizado não somente para próximas gerações em museus, mas também na literatura, como no romance A escrava Isaura e no conto Negrinha, entre outros.